# Quốc hội Việt Nam Cộng hòa
Quốc hội Việt Nam Cộng hòa là cơ quan lập pháp cao nhất của chính thể Việt Nam Cộng hòa. Cơ quan này dựa trên công thức tam quyền phân lập của các nước cộng hòa thuộc khối tư bản chủ nghĩa.

## Lịch sử
- Khẩu hiệu: Tổ quốc - Nhân dân
- Hội ca: Công dân hành khúc

Quốc hội Việt Nam Cộng hòa có hai thời kỳ rõ rệt dưới hai nền Cộng hòa 1955-1963 và 1967-1975. Giữa hai nền Cộng hòa là một thời gian quân quản dưới quyền của các tướng lãnh, chủ yếu là Hội đồng Quân nhân Cách mạng, Hội đồng Quân lực, và Ủy ban Lãnh đạo Quốc gia. Trong thời kỳ đó Quốc hội không hoạt động.

## Đệ Nhất Cộng hòa (1955 - 1963)
Quốc hội của Đệ Nhất Cộng hòa Việt Nam chiếu theo Hiến pháp 1956 có 123 đại biểu, hoạt động trong một viện duy nhất.

## Thời kỳ quân quản (1963 - 1967)
Từ năm 1963 cho đến khi tái lập chính phủ dân sự, Việt Nam Cộng hòa không có quốc hội. Các tướng lãnh lên nắm quyền có lập một số cơ chế để chiêu tập đóng góp của thành phần dân sự nhưng không có tổng tuyển cử ở cấp quốc gia.

## Đệ Nhị Cộng hòa (1967 - 1975)

### Quốc hội lập hiến 1966
Quốc hội đầu tiên sau khi kết thúc nền Đệ Nhất Cộng hòa là Quốc hội lập hiến, nhóm họp để soạn bản hiến pháp mới cho chính thể dân sự tiếp thu quyền hành chánh từ tay các tướng lãnh. Có 532 ứng cử viên ra tranh cử để chiếm lấy 117 ghế trong cuộc tuyển cử ngày 11 Tháng 9, 1966 Tổng cộng là 4.274.872 người đi bỏ phiếu, chiếm 80,8% cử tri ghi danh. Khoảng sáu tháng sau thì đúc kết bộ luật căn bản để ra tuyên cáo ngày 18 Tháng 3, 1967, tức Hiến pháp 1967. Ngày 1 Tháng 4, 1967 Hiến pháp mới được ban hành.

### Tuyển cử năm 1967
Cuộc Tuyển cử năm 1967 bầu lên quốc hội chính quy và quốc hội lập hiến 1966 mới giải tán. Sau đó Quốc hội của Đệ Nhị Cộng hòa Việt Nam hoạt động trong khuôn khổ của Chương III của bản hiến pháp đó. Khác với nền Đệ Nhất Cộng hòa, Quốc hội lần này chia thành hai viện: Thượng viện và Hạ viện.

### Thượng viện
Thượng viện có 60 đại biểu, gọi là "nghị sĩ" do người dân đầu phiếu theo liên danh với nhiệm kỳ sáu năm. Mỗi liên danh là 10 người nên Thượng viện là sáu liên danh được nhiều phiếu nhất. Khác với dân biểu bên Hạ viện vốn phụ thuộc vào một địa phương, liên danh nghị sĩ là đại diện toàn quốc. Trụ sở Thượng viện là Hội trường Diên Hồng. Tòa nhà này năm 2000 được dùng làm Sở Giao dịch Chứng khoán Thành phố Hồ Chí Minh.
Thượng viện cuối cùng trước khi Việt Nam Cộng hòa tan vỡ gồm hai nhóm. Một nhóm thuộc nhiệm kỳ bầu lên năm 1970. Phân nửa kia thuộc nhiệm kỳ bầu lên năm 1973, tức là mỗi ba năm thì 30 trong 60 ghế Thượng viện phải ra tranh cử. Thượng viện có 11 ủy ban thường trực.
Tính đến năm 1974 Thượng viện có năm khối:
Thượng viện Việt Nam Cộng hòa thập niên 1974 theo khối
1. Khối Dân chủ, 22 nghị sĩ, thân chính phủ
2. Khối Thống nhất, 17 nghị sĩ
3. Khối Bông Huệ, 8 nghị sĩ, đối lập với chính phủ
4. Khối Hoa Sen, 7 nghị sĩ, đối lập với chính phủ
5. Khối không liên kết, 6 nghị sĩ

### Hạ viện

Trụ sở Lưỡng viện Quốc hội Việt Nam Cộng hòa năm 1967.

Hạ viện khóa đầu tiên (1967-1971) có 137 đại biểu, gọi là "dân biểu" do người dân trực tiếp đầu phiếu căn cứ theo từng địa phương. Đến khóa 2 (1971-1975) thì tăng lên thành 159 dân biểu. Tính đến năm 1974 thì cứ 50.000 cử tri thì có một dân biểu. Nhiệm kỳ dân biểu là bốn năm. Các dân biểu được phân bổ làm việc trong 18 ủy ban thường trực. Trụ sở Hạ viện là nhà Quốc hội ở Công trường Lam Sơn, sau năm 1975 là Nhà hát Thành phố Hồ Chí Minh.
Hạ viện cuối cùng trước khi Việt Nam Cộng hòa sụp đổ, được bầu lên vào Tháng Tám năm 1971, tức khóa 2. Kỳ tuyển cử kế tiếp đáng ra sẽ diễn ra vào năm 1975.
Thập niên 1970 Hạ viện có sáu khối:
1. Khối Cộng hòa, 50 dân biểu, thân chính phủ
2. Khối Độc lập, 39 dân biểu
3. Khối Dân tộc Xã hội, 27 dân biểu, đối lập với chính phủ dưới lãnh tụ luật sư Trần Văn Tuyên
4. Khối Quốc gia, 9 dân biểu
5. Khối Dân quyền, 16 dân biểu
6. Khối không liên kết.

### Hoạt động
Năm 1972 khi quân Việt Nam Dân chủ Cộng hòa vượt vĩ tuyến 17 mở cuộc tấn công Quảng Trị, vào Mùa hè đỏ lửa, Quốc hội thông qua "Luật Ủy quyền" để Tổng thống Nguyễn Văn Thiệu rộng quyền ứng phó với tình hình quân sự. Trong trường hợp đó Tổng thống có quyền điều hành quốc sự bằng sắc luật mà không cần thông qua quốc hội.
Trong một sự kiện cuối cùng của Quốc hội Việt Nam Cộng hòa là vào ngày 27 Tháng 4, 1975, khi lực lượng của Việt Nam Dân chủ Cộng hòa và Mặt trận Dân tộc Giải phóng đã tiến vào cửa ngỏ thủ đô Sài Gòn, lưỡng viện Thượng và Hạ viện thông qua nghị quyết chấp nhận việc Tổng thống Trần Văn Hương trao quyền tổng thống cho bất cứ ai do ông chỉ định. Sự việc này diễn ra trước áp lực của đối phương vì quân Giải phóng không chấp nhận điều đình với chính phủ của Tổng thống Trần Văn Hương. Theo luật pháp thì đây là hành động vi hiến vì không chiếu theo Hiến pháp nền Đệ Nhị Cộng hòa. Tuy nhiên các nghị sĩ đành phải "vi hiến để cứu nước". Trần Văn Hương sau đó chuyển quyền cho Dương Văn Minh nhưng rút cuộc đối phương cũng không chấp nhận, và giải pháp chính trị cho cuộc chiến rơi vào tuyệt vọng.

## Các dân biểu và nghị sĩ nổi bật

### Đệ Nhất Cộng hòa
- Trương Vĩnh Lễ: Chủ tịch Quốc hội (1955)
- Trần Lệ Xuân: Dân biểu

### Đệ Nhị Cộng hòa
- Nguyễn Bá Lương: Chủ tịch Hạ viện 1967-1971
- Nguyễn Bá Cẩn: Chủ tịch Hạ viện 1971-1975
- Phạm Văn Út: Chủ tịch Hạ viện (1975)
- Nguyễn Văn Huyền: Chủ tịch Thượng viện 1967-1973
- Trần Văn Lắm: Chủ tịch Thượng viện 1973-1975
- Hoàng Xuân Tửu: Phó Chủ tịch Thượng viện (1975)[14]
- Đinh Văn Đệ: Phó Chủ tịch Hạ viện, Chủ tịch Ủy ban quốc phòng Hạ viện (1975)[15]

## Thành phần thứ 3 và phản chiến
Nhiều vị dân biểu, nghị sĩ và ứng cử viên dưới chế độ Việt Nam Cộng hòa có tư tưởng phản chiến, ủng hộ hòa bình và đòi thương lượng với chính phủ Việt Nam Dân chủ Cộng hòa. Nhiều người bị chế độ Việt Nam Cộng hòa và những người chống cộng sản xem là thành phần "thiên tả, thân cộng". 
Một số người sau này được chính quyền Cộng hòa Xã hội Chủ nghĩa Việt Nam và Đảng Cộng sản Việt Nam đánh giá là thuộc thành phần thứ 3. Họ đã góp phần vào công cuộc thống nhất đất nước. Có thể kể đến:
- Trương Đình Dzu[16]: ứng cử viên Tổng thống VNCH năm 1967. Bị chính quyền VNCH bắt giam đến năm 1975. Sau thống nhất phải đi cải tạo một thời gian. Có người con trai là Trương Đình Hùng[17], cũng là người có tư tưởng phản chiến và từng làm điệp viên cho Cộng hòa Xã hội Chủ nghĩa Việt Nam.
- Trần Ngọc Châu[18]: Tổng thư ký Hạ viện, có người em là Trần Ngọc Hiền theo cách mạng; tuy nhiên Trần Ngọc Châu chỉ xung đột với chính quyền Nguyễn Văn Thiệu chứ không có cảm tình với phe cộng sản, ông từng bị Nguyễn Văn Thiệu đòi truy tố; sau năm 1975 ông bị chính quyền mới bắt đi cải tạo rồi vượt biên sang Mỹ tị nạn
- Dương Văn Ba[19]: dân biểu Hạ viện
- Đinh Văn Đệ[20]: dân biểu Hạ viện, là điệp viên của Việt Nam Dân chủ Cộng hòa
- Nguyễn Văn Huyền[21]: Chủ tịch Thượng viện (1967-1973)
- Vũ Văn Mẫu[22]: thượng nghị sĩ Thượng viện
- Nguyễn Phước Đại[23]: tên thật là Nguyễn Thị Quỳnh Anh, Phó Chủ tịch Thượng viện
- Trần Tuấn Nhâm[24]: ứng cử viên Hạ viện
- Nguyễn Văn Dậu[25]: dân biểu Hạ viện (1967-1971), công khai ủng hộ Mặt trận Dân tộc Giải phóng Miền Nam Việt Nam
- Hoàng Hồ[26][27]: dân biểu Hạ viện, là gián điệp của Việt Nam Dân chủ Cộng hòa
- Phạm Thế Trúc[28][29]: dân biểu Hạ viện, được cho là gián điệp của Việt Nam Dân chủ Cộng hòa nhưng thật ra ông chỉ phản đối Tổng thống Nguyễn Văn Thiệu nên bị trù dập; sau này ông sang định cư tại Pháp
- Nguyễn Công Hoan[30]: dân biểu Hạ viện. Sau năm 1975 được chính quyền Cộng hòa Xã hội Chủ nghĩa Việt Nam mời tham gia ứng cử đại biểu Quốc hội. Tuy nhiên ông vượt biên rời Việt Nam năm 1977 và sang tị nạn tại Mỹ.
- Nguyễn Văn Lễ[31]: dân biểu Hạ viện, là điệp viên của Việt Nam Dân chủ Cộng hòa
- Kiều Mộng Thu[32]: dân biểu Hạ viện
- Hồ Ngọc Nhuận[33]: dân biểu Hạ viện
- Ngô Công Đức[34]: dân biểu Hạ viện, và là chủ bút tờ báo Tin Sáng
- Phan Xuân Huy[35][36]: dân biểu Hạ viện. Kết hôn với con gái nuôi của Dương Văn Minh. Vốn có cảm tình với cách mạng nên tham gia vào cụm tình báo A10 của Việt Nam Dân chủ Cộng hòa. Sau ngày thống nhất ông làm nhà báo.
- Lý Quý Chung[37]: dân biểu Hạ viện, sau 1975 ông tham gia Mặt trận Tổ quốc Việt Nam
- Bùi Tường Huân[38]: thượng nghị sĩ Thượng viện